# 1806
1806 (MDCCCVI) var ett normalår som började en onsdag i den gregorianska kalendern och ett normalår som började en måndag i den julianska kalendern.

## Händelser

### Januari
- 1 januari
  - Frankrike avskaffar revolutionskalendern och går tillbaka till gregorianska kalendern.[1]
  - Kungariket Bayern[2] och Kungariket Württemberg grundas.[3]

### April
- 12 april – Det svenska Produktplakatet upphävs på nytt till följd av franska kaperier.

### Juni

Kungariket Holland.

- 5 juni – Bataviska republiken ersätts av Kungariket Holland.[4]

### Juli
- 12 juli – Liechtenstein blir självständigt från Tysk-romerska riket.[5]
- 25 juli – Storhertigdömet Baden grundas.[6]
- 29 juli – Uddevalla, vid den här tiden Sveriges då femte största stad, eldhärjas och brinner ned till grunden.[7]

### Augusti
- 6 augusti – Tysk-romerska riket upphör att existera i och med att Frans II tvingas att avsäga sig den tysk-romerska kejsarkronan.[8]
- 13 augusti – Storhertigdömet Hessen grundas.[9]

### November
- 6 november – Svenskarna besegras av fransmännen under Jean Baptiste Bernadotte i överraskningen i Lübeck under svensk-franska kriget 1805-1810.
- 21 november – Napoleon I proklamerar kontinentalblockaden, som innebär att europeiska hamnar stängs för brittiska fartyg. Detta får konsekvenser även för svensk handel och sjöfart.[10]

### December
- 11 december – Kungariket Sachsen grundas.[3]

### Okänt datum
- Amerikanska soldater ledda av kapten Zebulon Pike invaderar spanska territorier i Amerika vid Rio Grande på order av general James Wilkinson. Zebulon Pike tas till fånga.[11]
- Amerikanska kanonbåtar med bas i New Orleans används mot spanska och franska kapare utanför Mississippideltat.[11]
- Byggandet av Södertälje kanal påbörjas.
- Engelsmannen Samuel Owen, en av de främsta utvecklarna av ångfartyget, bosätter sig i Sverige.[12]
- George Stephens, pionjär inom dikning och skiftning av jordbruket, kallas till Sverige.
- Kemisten Jacob Berzelius utger Föreläsningar i Djurkemien, varmed han grundlägger den fysiologiska kemin.[13]
- Sveriges första mekaniska bomullsspinneri anläggs i Lerum i Västergötland.[13]
- Ett lantvärn, som omfattar alla ogifta män i åldrarna 19-25 år, organiseras i svenska Pommern.
- Gustav IV Adolf erbjuder riddarna av Malteserorden att slå sig ner på Gotland, sedan Napoleon har kört bort dem från Malta, vilket de dock avböjer.
- Triumfbågen i Paris börjar uppföras.

## Födda

### Första kvartalet

#### Januari
- 7 januari – Jens Andersen Hansen, dansk politiker.
- 9 januari – Caleb Rand Bill, kanadensisk politiker.
- 22 januari – Ludvig Manderström, svensk greve, diplomat, ämbetsman och politiker.

#### Februari
- 10 februari – Orville Hickman Browning, amerikansk politiker och advokat.

#### Mars
- 31 mars – John P. Hale, amerikansk politiker och diplomat.

### Andra kvartalet

#### April
- 2 april – Giacomo Antonelli, italiensk kardinal.
- 6 april – Friedrich Wilhelm Ritschl, tysk klassisk filolog.
- 9 april – Isambard Kingdom Brunel, brittisk ingenjör och järnvägsbyggare.
- 26 april – Alexander Duff, skotsk missionär i Indien.

#### Maj
- 2 maj
  - Charles Gleyre, schweizisk konstnär.
  - Catherine Labouré, fransk mystiker och nunna, helgon.
- 12 maj – Johan Vilhelm Snellman, finländsk filosof, författare, tidningsman och statsman.
- 20 maj – John Stuart Mill, brittisk filosof.

#### Juni
- 1 juni – John B. Floyd, amerikansk militär och politiker, guvernör i Virginia 1849–1852, USA:s krigsminister 1857–1860.
- 27 juni – Augustus de Morgan, brittisk matematiker.

### Tredje kvartalet

#### Juli
- 19 juli – Lorenz Diefenbach, tysk språkforskare och författare.

#### Augusti
- 21 augusti – Johannes Frederik Frølich, dansk kompositör.

#### September
- 18 september – Heinrich Laube, tysk författare och teaterledare.

### Fjärde kvartalet

#### Oktober
- 6 oktober – Andreas Randel, svensk kompositör och musiker.

#### November
- 4 november – Hans Jörgen Kristian Aall, norsk amtman.
- 13 november – Emilia Plater, polsk-litauisk revolutionär och nationalhjälte.

#### December
- 27 december – Gustav Kühne, tysk författare.

## Avlidna

### Första kvartalet

#### Januari
- 23 januari – William Pitt den yngre, 46, brittisk politiker, premiärminister 1783–1801 och 1804–1806.
- 30 januari – Pehr af Lund, 69, svensk militär.

#### Februari
- 2 februari – Daniel Rogers, 52, amerikansk politiker, guvernör i Delaware 1797–1799.
- 14 februari – Jean Dauberval, 63, fransk dansör och koreograf.

#### Mars
- 30 mars – Georgiana Cavendish, 48, brittisk adelsdam.

### Andra kvartalet

#### April
- 12 april – Louis-Alexandre de Cessart, 86, fransk ingenjör.
- 20 april – Sara Elisabeth Moraea, 89, Carl von Linnés hustru.

#### Maj
- 15 maj – James Watson, 56, amerikansk federalistisk politiker, senator 1798–1800.

#### Juni
- 23 juni – Mathurin Jacques Brisson, 83, fransk zoolog och naturfilosof.

### Tredje kvartalet

#### Juli
- 26 juli – Karoline von Günderrode, 26, tysk författare.

#### Augusti
- 9 augusti – Olof Åkerman, 48, svensk gravör och ciselör.
- 10 augusti – Michael Haydn, 68, österrikisk kompositör.
- 22 augusti
  - Jean-Honoré Fragonard, 74, fransk målare.
  - Conrad Quensel, 38, svensk naturforskare.
- 23 augusti – Charles-Augustin de Coulomb, 70, fransk fysiker.

#### September
- 9 september – William Paterson, 60, amerikansk jurist och politiker, senator 1789–1790.

### Fjärde kvartalet

#### Oktober
- 28 oktober – Charlotte Smith, 57, brittisk författare.

#### November
- 12 november – Joseph Gottlieb Koelreuter, 73, tysk genetiker.
- 18 november – Claude-Nicolas Ledoux, 70, fransk arkitekt.
- 19 november – Mozaffar Mohammad Shah, 78, indisk stormogul.
- 30 november – Moritz Balthasar Borkhausen, 45, tysk naturforskare.

#### December
- 14 december – John Breckinridge, 46, amerikansk politiker, USA:s justitieminister 1805–1806.

### Okänt datum
- Teodora Ricci-Bàrtoli, italiensk skådespelare.

### Fotnoter
1. ↑  Adoption of the Gregorian calendar
2. ↑  World Statesmen (läst 5 april 2011)
3. 1 2  World Statesmen (läst 5 april 2011)
4. ↑  World Statesmen
5. ↑  World Statesmen
6. ↑  World Statesmen (läst 5 april 2011)
7. ↑  ”Värmlands brandhistoriska klubb”. Arkiverad från originalet den 12 oktober 2011. https://www.webcitation.org/62NB7kO36?url=http://www.brandhistoriska.org/olyckor_se.html. Läst 16 mars 2011.
8. ↑  World Statesmen
9. ↑  World Statesmen (läst 5 april 2011)
10. ↑  1809 - Erövringen av Europa[död länk]
11. 1 2  USA:s militära insatser i utlandet 1798-2004 Arkiverad 9 december 2013 hämtat från the Wayback Machine.
12. ↑  Hans Dahlberg, Vårt 1800-tal, sid 10.
13. 1 2  Hans Dahlberg, Vårt 1800-tal, sid 23.